# Забайкальська Українська Окружна Рада
Забайкальська Українська Окружна Рада — територіальний орган національного самоврядування українського населення Забайкальщини в 1918–1922 роках.

## Діяльність Ради
Забайкальська Українська Окружна Рада була створена в 1918 році у місті Чита, та діяла на території Забайкальської області. 
27 — 31 травня 1919 року у Владивостоці відбулася Друга сесія Української Далекосхідньої Крайової Ради, в якій взяли участь представники і Забайкальської Української Окружної Ради.
11 липня 1920 року отаман Забайкальського козацького війська Г. Семенов задовільнив прохання Забайкальської Окружної Ради, видавши їй «Грамоту», в якій він оголошував усім українцям «Російської східньої окраїни» право на самовизначення на «національно-звичаєвих принципах» та дозволяв розпочати на місцях організацію свого національного управління.
В 1922 році члени Ради були заарештовані радянським режимом та проходили як одні з головних обвинувачених на Читинському процесі 1924 року.

## Структура Ради
Забайкальська Українська Окружна Рада об'єднувала:
- Українську громаду в Читі;
- Українську громаду в Верхнєудинську;
- Українську громаду на станції Березівка;
- Українську громаду на станції Борзя;
- Українську громаду на станції Слюдянка;
- Українську громаду на станції Хілок.

## Склад Ради
Члени Ради на 1918 рік:
- В. Козак (голова);
- Г. Котницький (секретар);
- О. Кузурман-Ященко;
- Г. Левченко;
- К. Тишкевич.

Члени Ради на 1920 рік:
- К. Тишкевич (голова);
- В. Козак (заст. голови);
- С. Левицький (писар).

Посаду голови Ради в 1918–1921 також обіймали С. Шведин та П. Марчишин, який 1921 року став керівником українського відділу та заступником міністра з національних справ Далекосхідньої Республіки. 
С. Шведин, який безпосередньо претендував на отримання Грамоти від отамана Г. Семенова, а у 1921 році розглядався урядом УНР як кандидат на посаду українського консула на Далекому Сході.